# جانی رنو

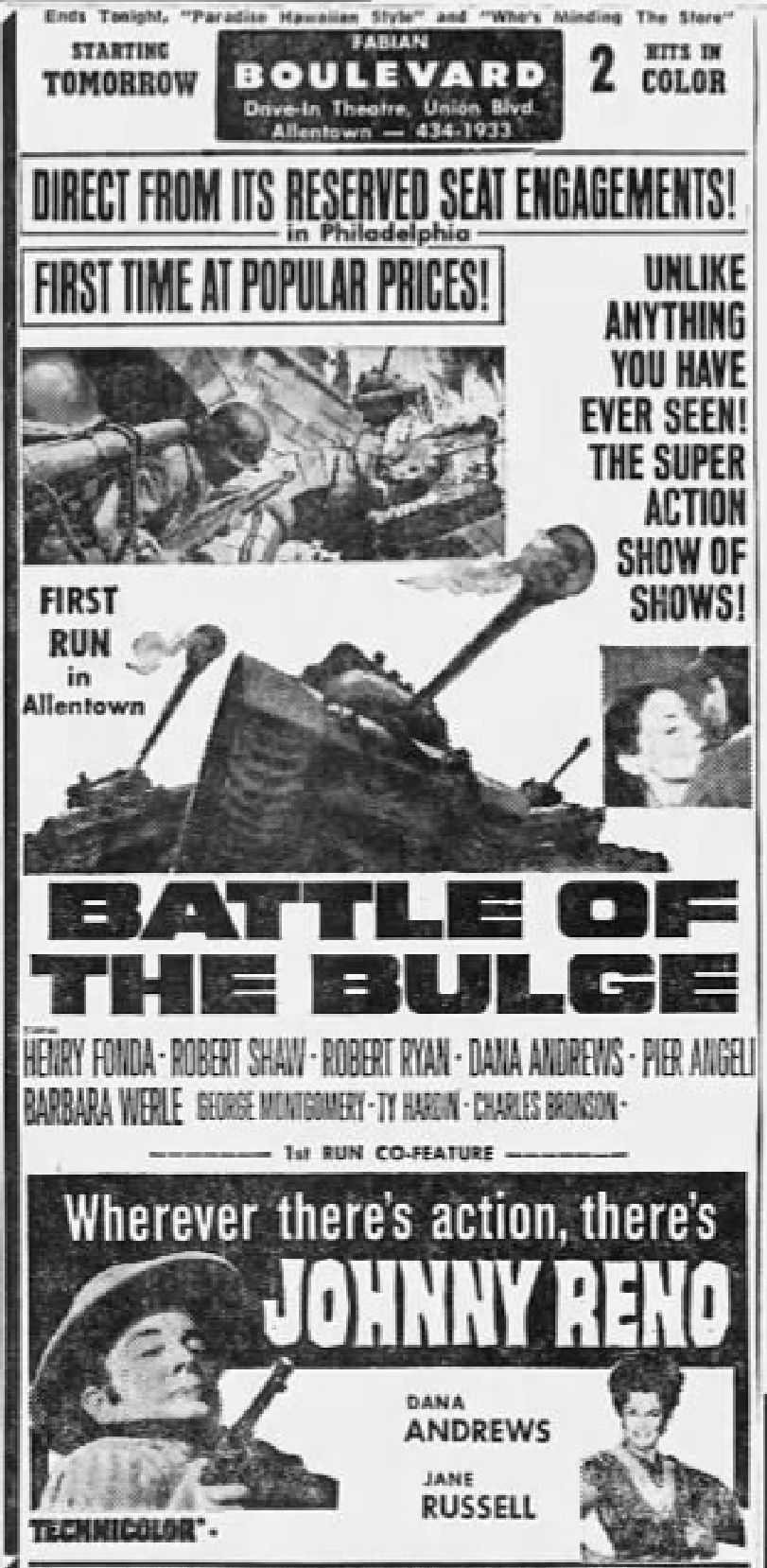
پوستر قدیمی

جانی رنو (انگلیسی: Johnny Reno) یک فیلم به کارگردانی آر گ اسپرینگستین است که در سال ۱۹۶۶ منتشر شد. از بازیگران آن می‌توان به دانا اندروز، جین راسل و لان چینی جونیور اشاره کرد.